# جاب
جاب هو اختصار الإنجليزية لكلمة «JAPAN». وهو يعتبر لطخةَ عرقيةَ على الرغم من أن البلدان الناطقة بالإنكليزية تختلف في درجة التعامل مع المعنى. في الولايات المتحدة رأى الأميركيين اليابانيين المصطلح مثير للجدل والعنصرية، وحتى عندما تستخدم كاختصار. في الماضي جاب كانت لا تعتبر في المقام الأول عنصرية ولكن بعد أحداث الحرب العالمية الثانية أصبح مصطلح مهين.

## التأريخ وعِلْم أصل الكلمة

عناوين الصحف يعلن استسلام اليابان في الحرب العالمية الثانية.

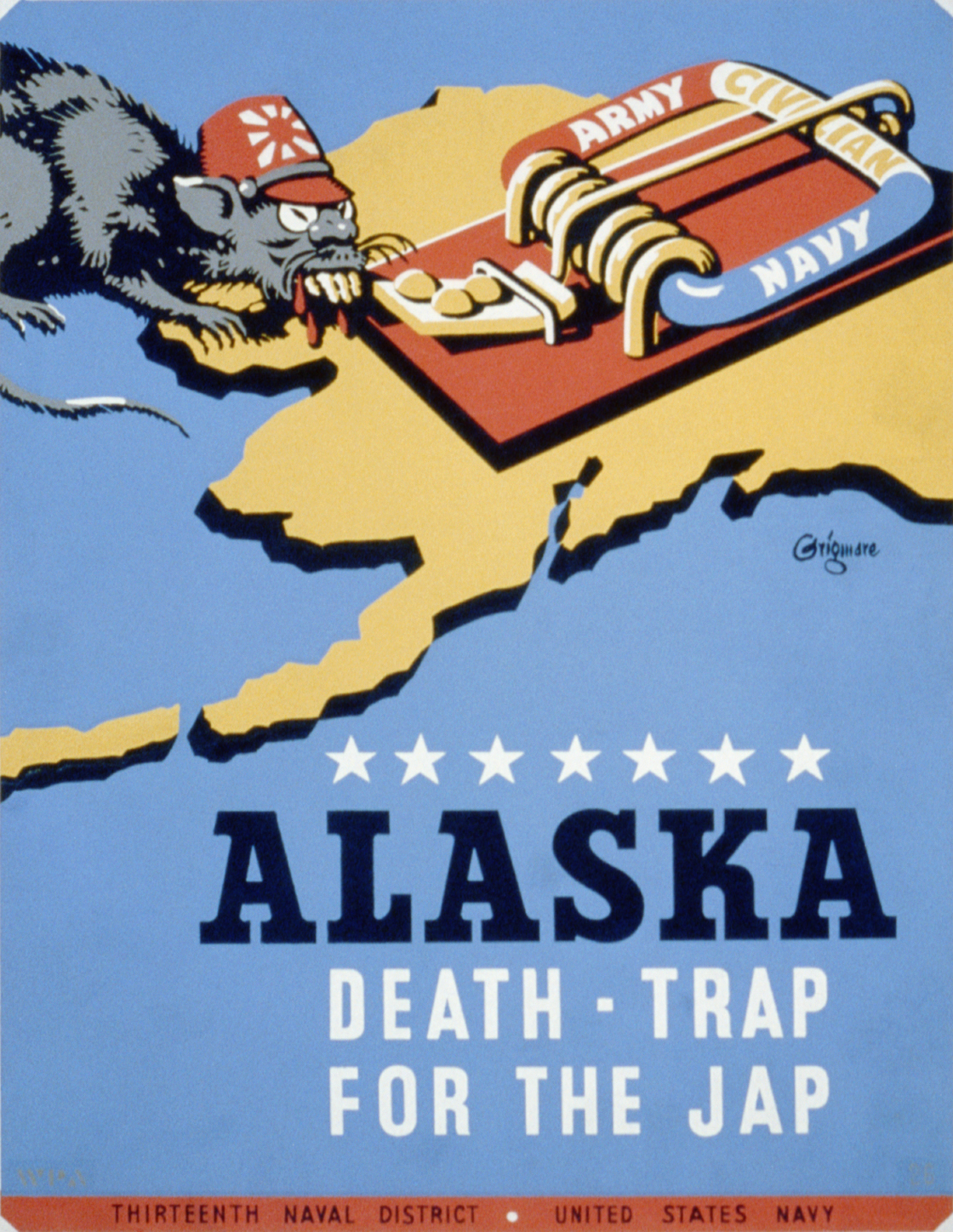
إعلان مناهض للإمبراطورية اليابانية في زمن الحرب العالمية الثانية.

وفقا  لقاموس أوكسفورد الإنكليزية، «جاب» اختصار ل«اليابانية» كان استخدام العامة في لندن حوالي عام 1880. مثال للاستخدام الحميد للكلمة ان لها معنى طريق الأماكن النائية في مقاطعة جيفرسون، تكساس في الأصل اسمه «الطريق جاب» عندما تم تشييده في عام
1905 لتكريم مزارع ارز محلى من اليابان.
شاع في وقت لاحق خلال الحرب العالمية الثانية، لوصف هذا النسب من اليابانيين، «جاب» وبعد ذلك تستخدم عادة في العناوين الرئيسية للصحف للأشارة إلى اليابانية والإمبراطورية اليبانية. «جاب» أصبحت عبارة مهينة أثناء الحرب، وأكثر من "القرصة".  في بعض قوات مشاة البحرية الأمريكية حاولوا الجمع بين لفظة "Japs" مع "Apes" لإنشاء وصفا جديدا، "Japes"، لاليابانية. ومع ذلك، وهذا تعبير جديد أبدا وأصبحت شعبية. المخضرم والكاتب بول فوسيل يفسر فائدة كلمة خلال الحرب من أجل خلق دعابة فعالة من قبل قائلا ان "Japs" " كلمة احادية المقطع ومفيدة للشعارات مثل' Rap the Jap 'أو' Let's Blast the Jap Clean Off the Map ' ".
في الولايات المتحدة وكندا التعبير يعتبر انتقاصى قاموس وبستر تلاحظ انه «عادة ما تحط من قدر». في المملكة المتحدة أنها تعتبر مهينة، وقاموس أكسفورد يعترف بأنها مسيئة.
في عام 2003 نائب السفير الياباني لدى الأمم المتحدة يوشييوكي موتومورا احتج على السفير الكوري الشمالي في استخدام مصطلح «كوريا الشمالية» بدلا من الاسم الرسمي «الديمقراطية الشعبية جمهورية كوريا» ردا على الدبلوماسي الياباني. في ولاية تكساس، تحت ضغوط من جماعات الحقوق المدنية، مفوضوا مقاطعة جيفرسون في عام 2004 قرروا إسقاط اسم «جاب الطريق» من 4.3 ميل الطريق بالقرب من مدينة بومونت. أيضا في مقاطعة أورانج، «جاب لين» استهدفتْ بمجموعاتِ الحقوقِ المدنيةِ. الطريق كان اسمه في الأصل لمساهمات كيشيموتسو كيشي ومستعمرة زراعية أسسها. وفي ولاية أريزونا، وزارة الخارجية بدلت تسمية «جاب الطريق» بالقرب من توبوك، أريزونا إلى «بونزاى سلاو الطريق» لاحظ وجود عمال الزراعة اليابانية والمزارع المملوكة للأسرة على طول نهر كولورادو هناك في أوائل القرن 20th. [بحاجة لمصدر]

## في جميع أنحاء العالم
في سنغافورة  وهونغ كونغ،  يستخدم هذا المصطلح بحرية كما تقلص نعت «اليابانية». تَستعملُ خدمةُ الأخبار الأستراليةَ آسيا بالص التعبير أيضاً. في عام 1970، افتتح الياباني مصمم الأزياء كنزو تاكادا بوتيك في باريس «الغابة جاب». في اليابان نفسها، فإن معظم اليابانيين لا يبالوا حول المصطلح، وفقا لدراسة عام 2004.

## وصلات خارجية
- Jap في الأدب
- حكومة الولايات المتحدة نشر على اكتشاف Japs